# 大橋清秀
大橋 清秀（おおはし きよひで、1924年〈大正13年〉5月5日 - ）は、国文学者、帝塚山学院大学名誉教授。
大阪府生まれ。1948年立命館大学文学部国文科卒、1962年同大学院（旧制）修了、大阪工業大学助教授、帝塚山学院大学文学部助教授、教授、1995年定年退任、名誉教授。

## 著書
- 『和泉式部日記の研究』初音書房、1961
- 『和泉式部日記本文の研究』和泉書院、1991
- 『和泉式部伝の研究』和泉書院、1994

### 編共著
- 『物語文学の現代的意義 伝統と精髄』編 法律文化社、1963
- 『誠心院蔵和泉式部全集』編 和泉書院影印叢書、1988
- 『和泉式部の心性と日記』大橋京子共著 世界思想社、2008

## 参考
- 『和泉式部日記の研究』『和泉式部伝の研究』